# Electrona antarctica
Electrona antarctica es un pez de la familia Myctophidae. Habita principalmente en las profundas y cálidas aguas antárticas. Es la especie dominante del Océano Antártico. Viven entre 4 y 5 años y maduran después de los dos años. Su longitud máxima es de 12,5 centímetros. Se alimentan principalmente de copépodos, larvas y eufausiáceos.
Es un importante depredador de los eufausiáceos y sirve como presa para la mayoría de las aves marinas.